# Mammillaria gigantea
Mammillaria gigantea är en kaktusväxtart som beskrevs av Hildm. och Karl Moritz Schumann. Mammillaria gigantea ingår i släktet Mammillaria och familjen kaktusväxter. Inga underarter finns listade i Catalogue of Life.

## Bildgalleri

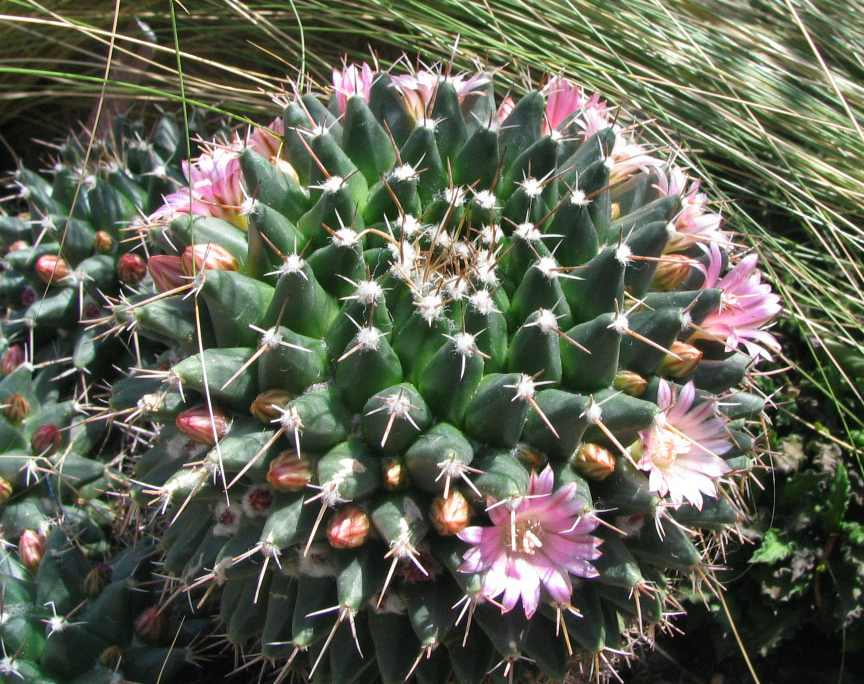
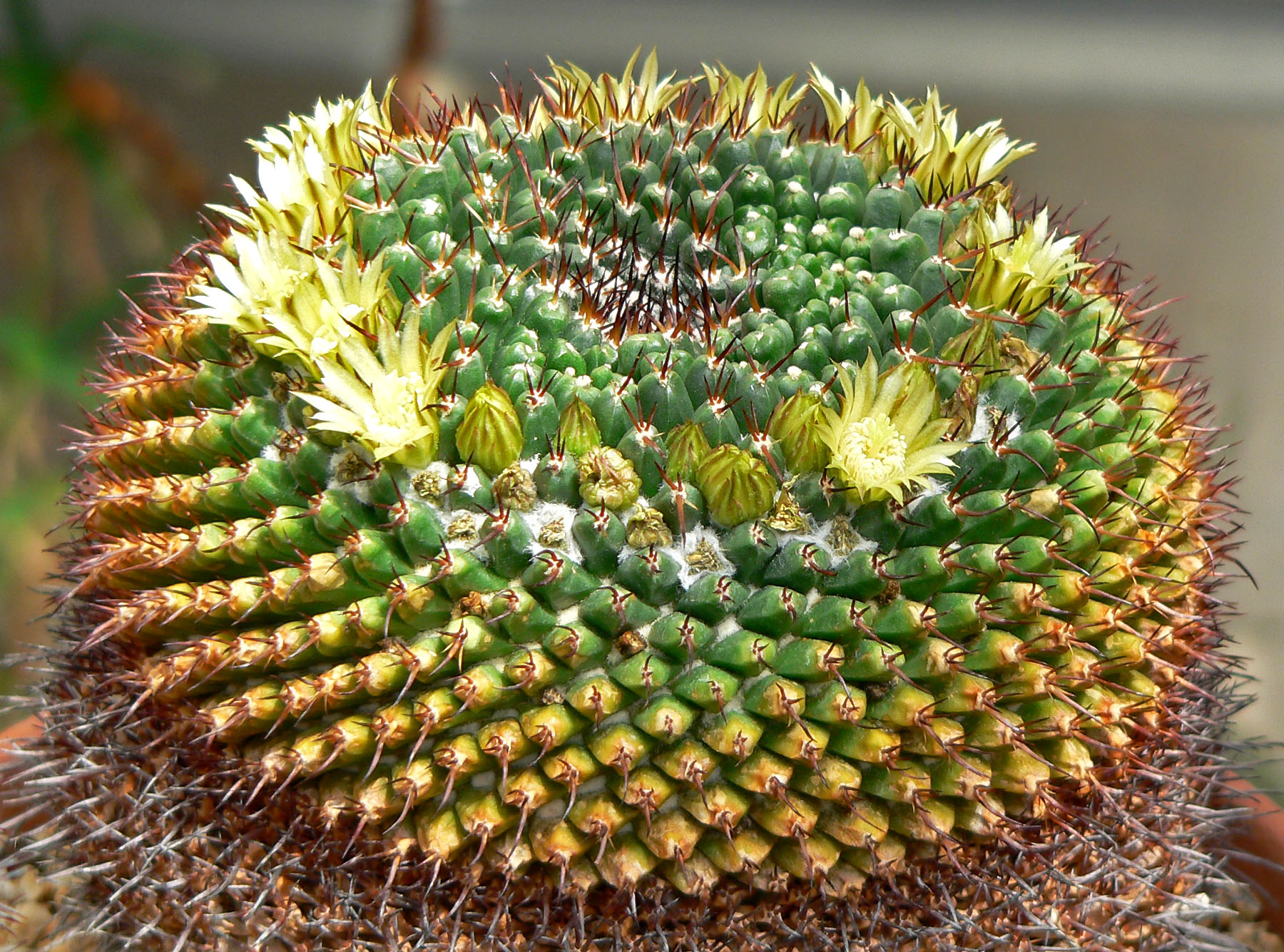